# Аспержок
Аспержок (фр. Asperjoc) је насељено место у Француској у региону Рона-Алпи, у департману Ардеш.
По подацима из 2011. године у општини је живело 420 становника, а густина насељености је износила 49,59 становника/km².

## Демографија
| 1962. | 1968. | 1975. | 1982. | 1990. | 2011. |
| ----- | ----- | ----- | ----- | ----- | ----- |
| 453   | 405   | 407   | 364   | 370   | 420   |